# Ben Adam
"Ben Adam" (alfabeto hebraico: בן אדם, (tradução portuguesa:  "Ser humano", literalmente "Filho de Adão" = "Filho do Homem") foi a canção que representou Israel no  Festival Eurovisão da Canção 1988, interpretada em  hebraico por  Yardena Arazi. Foi a oitava canção a ser interpretada na noite do festival, a seguir à canção neerlandesa "Shangri-La", interpretada por Gerard Joling e antes da canção suíça "Ne partez pas sans moi", a vencedora da competição, interpretada pela cantora canadiana Celine Dion. A canção israelita terminou em

## Autores
- Letrista: Ehud Manor
- Compositor: Boris Dimitstein
- Orquestrador: Eldad Shrem

## Letra
A canção fala-nos da banalidade da humanidade, com Arazi cantando que "nenhum homem é perfeito em todas virtudes" e diz aos seus ouvintes "não o julguem sempre pelo pior". Com isto em mente, ela exorta os seus ouvintes para que  "deixem-no sonhar e deem-lhe respiração" que é assim que se trata toda a gente/todo o mundo com dignidade. Musicalmente, a canção ficou melhor conhecida pelo coro final. Começando num slow tempo, a canção culminará numa conclusão rápida.